# Acid hypofluorơ
Acid hypoflorơ, công thức hóa học HOF, là acid có oxy duy nhất được biết đến của fluor và là acid có oxy duy nhất được biết đến trong đó nguyên tử chính nhận electron từ oxy để tạo ra trạng thái oxy hóa âm. Trạng thái ôxy hóa của ôxy trong chất khử lỏng là 0. Nó cũng là acid hypohalogenơ duy nhất có thể được phân lập ở dạng rắn. HOF là chất trung gian trong quá trình oxy hóa nước bằng flo, tạo ra hydro florua, oxy difluoride, hydro peroxit, ozon và oxy. HOF dễ nổ ở nhiệt độ phòng, tạo thành HF và O2:
2HOF → 2HF + O2
Nó được phân lập ở dạng tinh khiết bằng cách cho khí flour phản ứng với băng (nước đá) ở −40 °C, thu khí HOF và ngưng tụ nó:
F2 + H2O → HOF + HF
Hợp chất này đã được đặc trưng trong pha rắn bằng phương pháp tinh thể học tia X như một phân tử bị uốn cong với góc 101°. Độ dài liên kết O–F và O–H tương ứng là 144.2 và 96.4 picomet. Khuôn khổ vững chắc bao gồm các chuỗi có liên kết O –H···O. Cấu trúc cũng đã được phân tích trong pha khí, một trạng thái trong đó góc liên kết H–O–F hẹp hơn một chút (97,2°).
Acid béo trong axetonitryl (được tạo ra tại chỗ bằng cách cho flo thể khí đi qua axetonitrile "ướt") thường được gọi là thuốc thử Rozen.

## Muối hypofluorit
Muối hypoflorit là các dẫn xuất chính thức của ion OF-, là bazơ liên hợp của acid hypofluoriơ. Một ví dụ là trifluoromethyl hypofluorit (CF3OF).